# NGC 1809
NGC 1809 är en spiralgalax i stjärnbilden Svärdfisken. Den upptäcktes år 1834 av John Herschel. 